# 페데리코 알리아르디
페데리코 알리아르디(이탈리아어: Federico Agliardi, 1983년 2월 11일, 브레시아 ~ )는 전 이탈리아의 축구 선수이다.